# Chemical Communications
Chemical Communications або ChemComm, скорочено Chem. Commun.  —  міжнародний хімічний науковий журнал, що видається Британським Королівським хімічним товариством.
Журнал регулярно виходить з 1965 року, і є рецензованим журналом, який публікує короткі повідомлення з усіх галузей хімічних досліджень за короткий час після подання рукопису. З 1996 року публікує також короткі оглядові статті, так звані тематичні статті. Журнал виходить англійською мовою. 
У січні 2012 року журнал перейшов на випуск 100 номерів на рік.  Нині головою редакційної ради є Дуглас Стефан (Університет Торонто, Канада), а виконавчим редактором є Річард Келлі.
Імпакт-фактор у 2020 році склав 6,222. Згідно зі статистикою Web of Science, у 2020 році журнал посів 44 місце серед 178 журналів в категорії мультидисциплінарна хімія. 

## Історія видання
Журналом-попередником був Journal of the Chemical Society, який у 1965 році було розділено на чотири окремі журнали. Назва наступного журналу, який згодом став Chemical Communications, тим часом кілька разів змінювалася:
- Chemical Communications (London) (1965–1968)
- Journal of the Chemical Society D: Chemical Communications (1969–1971)
- Journal of the Chemical Society, Chemical Communications (1972–1995)
- Chemical Communications (seit 1996)